# Siliquariidae
Siliquariidae zijn een familie van weekdieren uit de klasse van de Gastropoda (slakken).

## Taxonomie
De volgende geslachten zijn bij de familie ingedeeld:
- Caporbis Bartsch, 1915
  - = Segmentella Thiele, 1925
- Hummelinckiella Faber & Moolenbeek, 1999
- Petalopoma Schiaparelli, 2002
- Stephopoma Mörch, 1860
  - = Lilax Finlay, 1926
- Tenagodus Guettard, 1770
  - =  † Agathirses Montfort, 1808
  - = Anguinaria Schumacher, 1817
  - = Pyxipoma Mörch, 1861
  - = Siliquaria Bruguière, 1789
  - = Tenagodes P. Fischer, 1885